# Durana
Pour les articles homonymes, voir Dura.

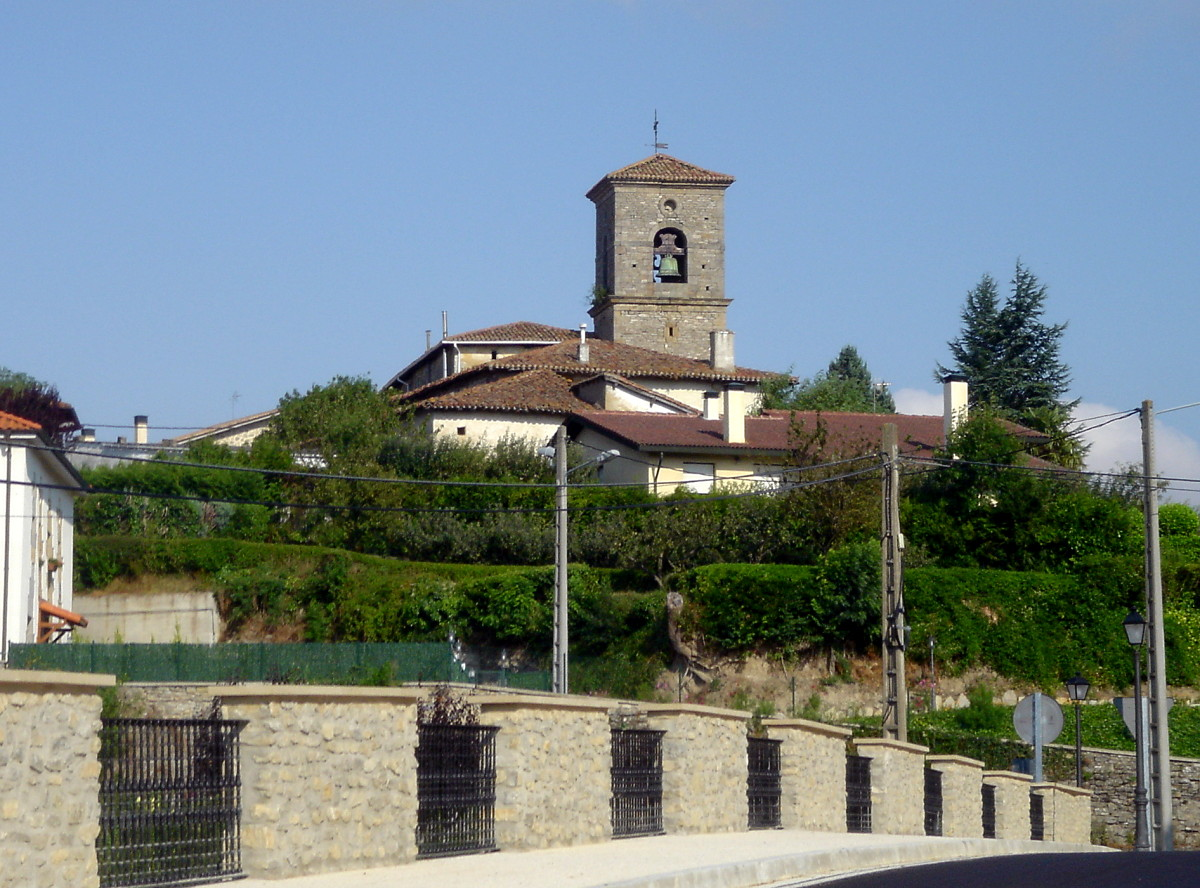
L'église de Durana

Durana en espagnol ou Dura en basque, est une commune ou contrée de la municipalité d'Arratzua-Ubarrundia dans la province d'Alava dans la Communauté autonome basque.